# Jim Arvanitis
Demitrios Jim Arvanitis er en græsk-amerikansk forfatter og atlet (pankration, boksning og brydning).

## Biblografi
- Game of the Gods: The Historical Odyssey of Greek Martial Arts
- Pankration: The Traditional Greek Combat Sport and Modern Martial Art
- The First Mixed Martial Art: Pankration from Myths to Modern Times
- Mu Tau: The Modern Greek Karate